# Dewa
Dewa fou una pargana del districte de Baribanki (avui a Uttar Pradesh) a Oudh. La superfície era de 365 km² amb 163 pobles (57 habitats per hindús i la resta per musulmans) la meitat en talukdari i l'altra meitat en zamindari. La població era de 64.846 el 1881.
Els musulmans es van presentar a la zona vers 1030 dirigits per Sayyid Salar Masud i la regió estava dominada pels rajputs janwars; el shaikh de Dewa al segle xix encara deia que era descendent de Shah Wesh, el primer musulmà que va dominar la vila de Dewa i lloctinent de Salar Masud. Els shaikhs van adquirir drets dins la pargana a partir del segle xvi quan es van fer donacions a diverses famílies de shaikhs. Un altre establiment musulmà era a Kheoli, amb 32 pobles a l'oest de Dewa, colonitzats pels musulmans al segle xiii. I un tercer establiment musulmà, més al sud, era el dels shaykhs de Kidwara, probablement sorgit també al segle xiii. Encara hi havia altres comunitats musulmanes menors a la pargana i una d'aquestes, els bais kshatriyas, van aconseguir el govern de tot el nord de la pargana al segle xviii annexionant els dominis dels seus veïns i esdevenint el terror de la comarca i alguna de veïna. El rei d'Oudh va iniciar una oefnsivam va capturar la fortalesa d'un dels caps que fou fet presoner i penjat a Lucknow; un altre cap, un rajput janwar, fou mort en batalla; els dominis dels dos foren confiscats i repartits entre shaikhs musulmans que eren fidels a Oudh.
La vila de Dewa' érs modernament una nagar panchayat del districte de Barabanki a 27° 02′ N, 81° 10′ E / 27.03°N,81.17°E amb una població de 12.819 habitants.